# جائزة الكرة الذهبية 1967
جائزة الكرة الذهبية 1967، جائزة سنوية تُعطى لأفضل لاعب كرة القدم في العالم من طرف مجلة فرانس فوتبول الفرنسية، كما تقرره لجنة دولية من الصحفيين الرياضيين، وفاز بالجائزة في 1967 اللاعب المجري فلوريان ألبرت لاعب فيرينتسفاروشي.

## الترتيب
| الترتيب | اللاعب        | النادي          | الجنسية  | النقاط |
| ------- | ------------- | --------------- | -------- | ------ |
| 1       | فلوريان ألبرت | فيرينتسفاروشي   | المجر    | 68     |
| 2       | بوبي تشارلتون | مانشستر يونايتد | إنجلترا  | 40     |
| 3       | أمانسيو أمارو | سيلتيك          | اسكتلندا | 39     |